# 苏亚
苏亚，或称苏亚烤肉（英語：Suya, tsire），是西非（特别是尼日利亚）非常流行的一种辣味烤肉串。在苏丹也有这种饮食文化，当地人称它为“阿加什”（Agashe）。

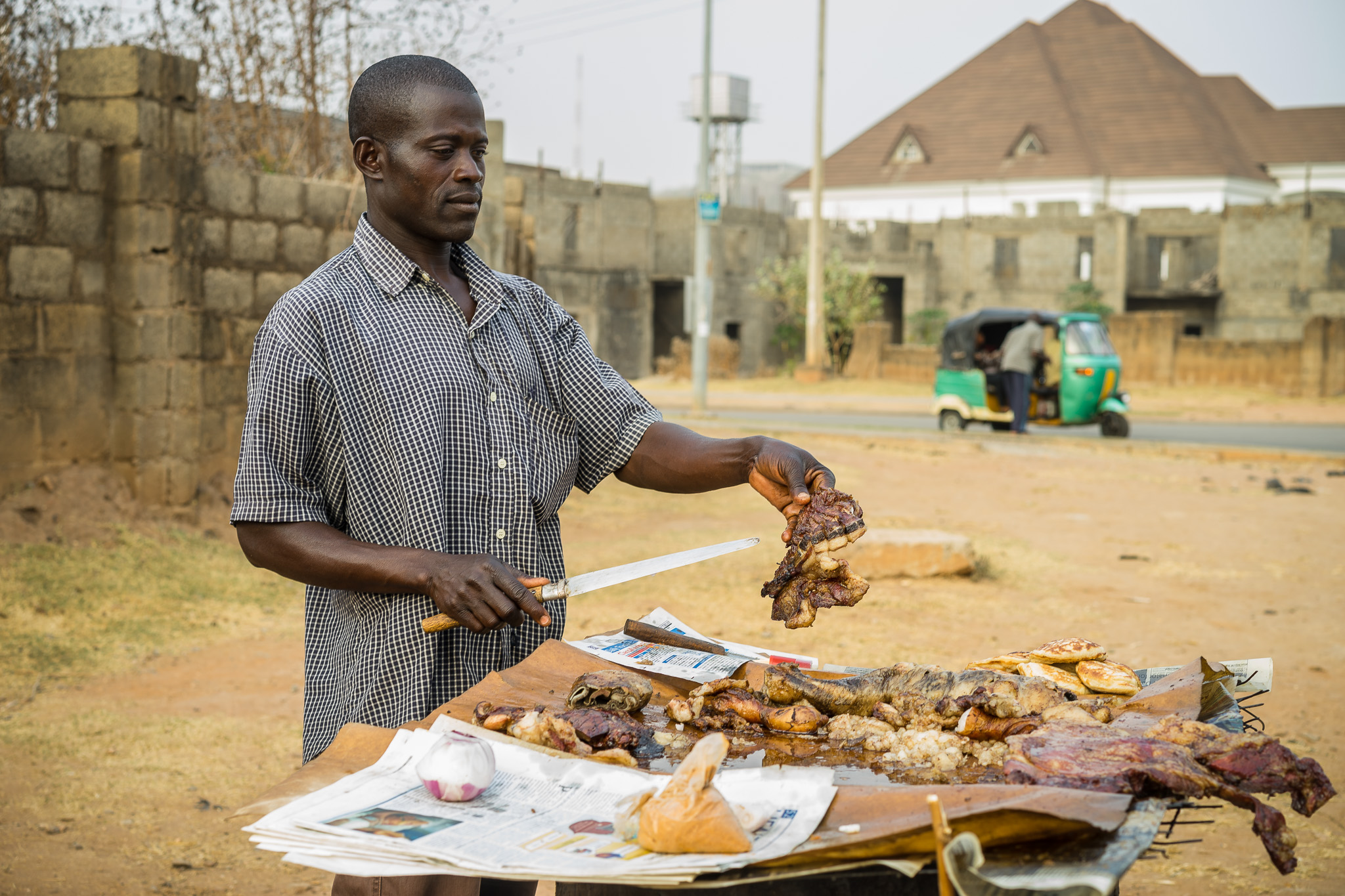
位于阿布贾的一位苏亚烤肉厨师

苏亚烤肉通常是用牛肉、羊肉或者鸡肉串成烤制而成。厨师首先将肉片切薄，再用各种香料（包括花生酱、食盐、植物油等）腌制后，再通过炭火烧烤而成。食客通常还会在烤制好的苏亚烤肉上撒上干辣椒、洋葱末等混合香料。由于尼日利亚北部地区主要是穆斯林居多，当地严格使用清真做法，以避免引发争议。还有一种干制烤肉的改良方法，被称为基利士。当地人在享用烤肉时常伴食加里等木薯食品。

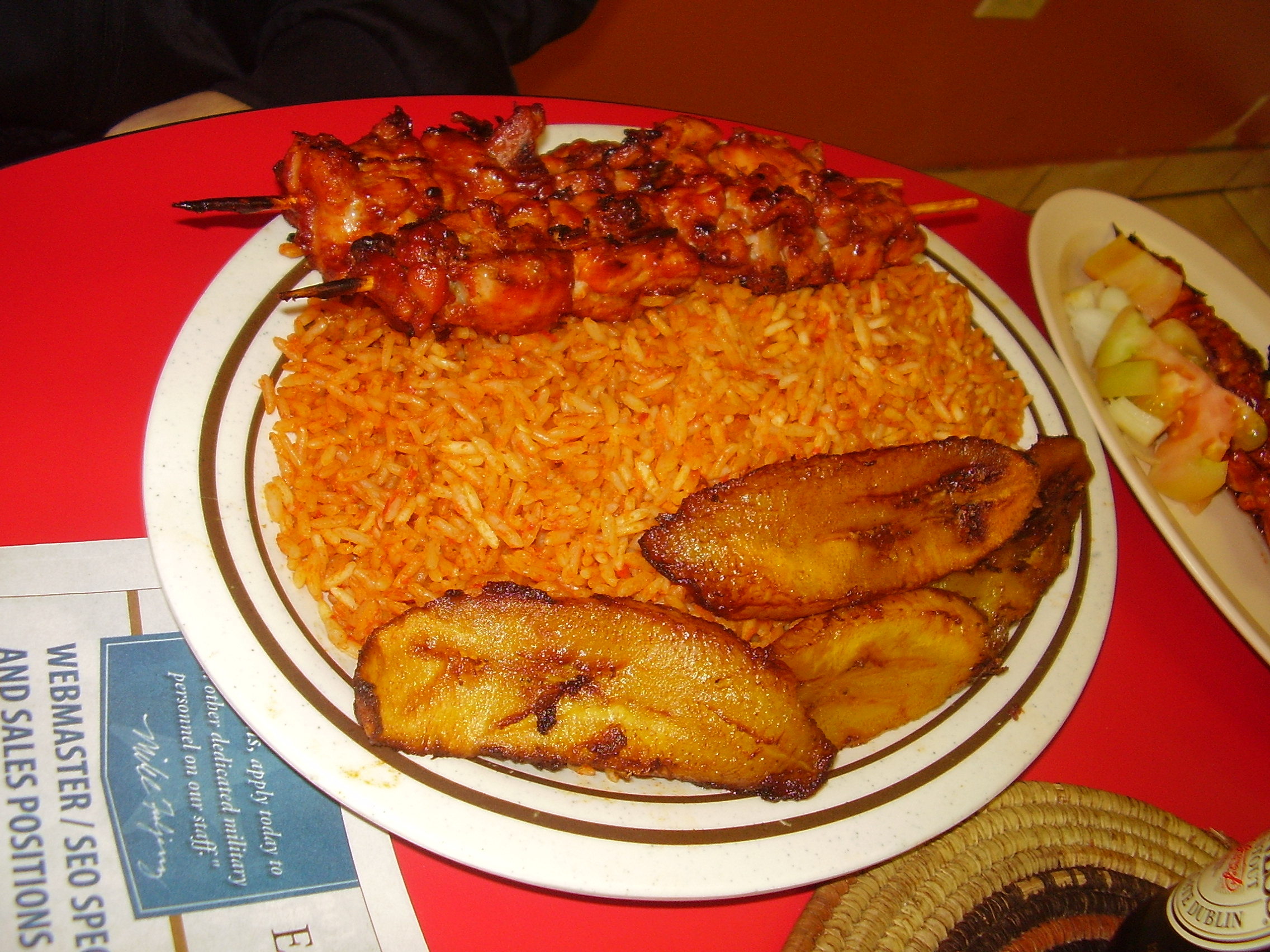
鸡肉苏亚配加罗夫饭和炸香蕉

配制苏亚烤肉使用的调料并没有标准。一些地区会制作复杂的混合香料和添加剂，构成苏亚烤肉汁，当地人称“亚基”（Yaji, yajin kuli）。成分可能根据个人和地区的喜好而变化，通常是包括辣椒面、姜粉、蒜、洋葱、盐等。虽然苏亚烤肉起源于尼日利亚北部地区，但它已经传播到尼日利亚各个阶层，成为平民都能负担起的美食，在尼日利亚大街小巷到处都有。人们甚至将其视为尼日利亚国家统一的一个因素。苏亚烤肉已成为尼日利亚的一道民族菜，不同地区都声称自己的食谱和制作秘方更具优越性，但类似的烤肉食谱在许多西非国家中也都很常见。